# Antrisocopia prehensilis
Antrisocopia prehensilis é uma espécie de crustáceo da família Platycopiidae.
É endémica das Bermudas.
Os seus habitats naturais são: sistemas cársticos.